# Roseville (Michigan)
Roseville – miasto w Stanach Zjednoczonych, w stanie Michigan, w hrabstwie Macomb.